# El juguete rabioso (película de 1984)
El juguete rabioso es una película argentina dirigida por Aníbal Di Salvo y José María Paolantonio que se estrenó el 11 de octubre de 1984 y que tuvo como protagonistas a Julio De Grazia, Pablo Cedrón, Cipe Lincovsky, Osvaldo Terranova, Lucrecia Capello, Aldo Braga y Roberto Carnaghi. El guion, realizado sobre la novela homónima de Roberto Arlt, pertenece a su hija Mirta Arlt y a José María Paolantonio.

## Sinopsis
Un joven aspira a ser escritor o inventor, pero el medio en el que vive sólo le permite ser un simple mandadero de librería.

## Reparto
Intervinieron en la película los siguientes intérpretes:
- Pablo Cedrón ... Silvio Astier
- Julio De Grazia
- Cipe Lincovsky
- Osvaldo Terranova
- Lucrecia Capello
- Aldo Braga
- Roberto Carnaghi
- Salo Vasochi
- Juan Carlos Gianuzzi
- Luz Kertz
- Nicolás Frei
- Mercedes Alonso
- Mari Tapia
- Manolita Serra
- Claudia Gard
- Pablo Novak
- Isabel Quinteros

## Críticas
La crónica de La Nación expresó que la película reflejaba “el claro oscuro artliano en una eficaz realización”. Por su parte para La Prensa “la miseria que muestra el film apenas alcanza a insinuar los resultados de una crisis y nunca esa misteriosa y profunda desesperanza que subyace en el fondo de los porteños.” La Razón opinó que fue un “proyecto malogrado por problemas de enfoque y comercialización… frustración final de una noble intención …errores que un simple sentido común hubiera evitado.”
Por su parte en un estudio sobre el filme publicado en la revista Letraceluloide, la profesora Milena Bracciale Escalada escribió que la película transmite el mundo representado, en la mayoría de los casos, desde el punto de vista del personaje Silvio Astier. Esto se refuerza con su voz en off manifestando sus pensamientos, sus deseos ocultos, sus odios, sus sueños o frustraciones. Es importante señalar el uso deliberado de los silencios: las imágenes en la que los personajes no hablan pocas veces van acompañadas de música, y cuando ello ocurre ésta se repite como un leitmotiv que intensifica la idea de un estado de cosas que no varía, la monotonía de la vida, la desolación que, en términos de Astier, cavila hedionda, taciturna. Los otros sonidos que aparecen en la película son los de la ciudad, que resultan sustanciales para poder adentrarnos en el mundo arltiano, ese espacio urbano modelado por la pobreza inmigratoria, el bajo fondo y la tecnología. La película se inicia en el interior de la habitación de Silvio Astier, en la que se manifiesta con justeza la contraposición entre el mundo exterior (la madre que reclama tras la puerta que se levante), y un Astier soñando, delirando con un arma, imaginándose a sí mismo como un criminal, un ladrón. Un sujeto enajenado, indiferente al mundo exterior, especialmente a los reclamos familiares: no oye, no responde. La segunda escena transcurre ya en la feria, con sus ruidos, sus personajes marginales cuyos cuerpos representan la desdicha (el ciego, la renga), sus dialectos entremezclados y confusos, el griterío, el regateo, los “rateros”, y los primeros planos de la carne ensangrentada, del mondongo que se corta y se reparte miserable y desagradablemente. Y así Silvio hará su vagabundeo desesperado recorriendo la habitación con humedad de la miserable casa que habita, los hoteles porteños de “mala muerte”, donde tocará los fondos de la marginalidad en su encuentro con el travesti, la cama miserable en la que el dueño de la librería lo hace dormir junto al anciano famélico Dío Fetente. La película incorpora en orden cronológico las escenas claves de la novela, así como también ciertas frases centrales que evidencian con claridad el mundo de “la vida puerca” (título original de la novela). Mediante un flashback aparece la niñez del personaje y, en especial, la escena de gran crudeza en que es castigado por su ya difunto padre frente a las miradas femeninas que nada pueden hacer ante el autoritarismo paterno, que le marcará para siempre como el que hace las cosas mal, el inútil, el que “no encaja”. El estatismo de algunos planos contribuyen desde el lenguaje cinematográfico a representar el agobio, el tedio y el fracaso constante propios de la novela de Arlt. Las actuaciones resultan por momentos un tanto “acartonadas”, sin demasiada variedad de matices. En conclusión, una película que permite acercarse fielmente a la escritura de Arlt a través de la imagen fílmica, un filme preocupado por representar ese mundo.